# Lista över fornlämningar i Varbergs kommun (Tvååker)
Lista över fornlämningar i Varbergs kommun (Tvååker) är en förteckning av ett urval av de fornlämningar som finns i Tvååker i Varbergs kommun.
| Namn                      | Lämningstyp                 | Tillkomsttid | Historisk indelning | Plats | Läge                 | ID-nr          | Bild                                 |
| ------------------------- | --------------------------- | ------------ | ------------------- | ----- | -------------------- | -------------- | ------------------------------------ |
| Skålaberget (Tvååker 7:1) | Hög                         |              | Tvååker, Halland    |       | 57.047986, 12.386680 | 10150900070001 | Ladda upp en bild av detta fornminne |
| Skålaberget (Tvååker 7:2) | Hög                         |              | Tvååker, Halland    |       | 57.048077, 12.386222 | 10150900070002 | Ladda upp en bild av detta fornminne |
| Tvååker 8:1               | Stensättning                |              | Tvååker, Halland    |       | 57.048963, 12.386749 | 10150900080001 | Ladda upp en bild av detta fornminne |
| Tvååker 9:1               | Stensättning                |              | Tvååker, Halland    |       | 57.046221, 12.330852 | 10150900090001 | Ladda upp en bild av detta fornminne |
| Tvååker 9:2               | Hällristning                |              | Tvååker, Halland    |       | 57.046168, 12.331157 | 10150900090002 | Ladda upp en bild av detta fornminne |
| Tvååker 10:1              | Hög                         |              | Tvååker, Halland    |       | 57.041061, 12.322113 | 10150900100001 | Ladda upp en bild av detta fornminne |
| Tvååker 16:1              | Hög                         |              | Tvååker, Halland    |       | 57.067674, 12.290932 | 10150900160001 | Ladda upp en bild av detta fornminne |
| Tvååker 17:1              | Stensättning                |              | Tvååker, Halland    |       | 57.061664, 12.333953 | 10150900170001 | Ladda upp en bild av detta fornminne |
| Tvååker 18:1              | Stensättning                |              | Tvååker, Halland    |       | 57.065270, 12.332014 | 10150900180001 | Ladda upp en bild av detta fornminne |
| Tvååker 24:1              | Grav markerad av sten/block |              | Tvååker, Halland    |       | 57.044899, 12.379625 | 10150900240001 | Ladda upp en bild av detta fornminne |
| Tvååker 25:1              | Gravfält                    |              | Tvååker, Halland    |       | 57.044794, 12.380018 | 10150900250001 | Ladda upp en bild av detta fornminne |
| Tvååker 26:1              | Stensättning                |              | Tvååker, Halland    |       | 57.063695, 12.280383 | 10150900260001 | Ladda upp en bild av detta fornminne |
| Tvååker 30:1              | Gravfält                    |              | Tvååker, Halland    |       | 57.044877, 12.384580 | 10150900300001 | Ladda upp en bild av detta fornminne |
| Tvååker 30:2              | Grav markerad av sten/block |              | Tvååker, Halland    |       | 57.045114, 12.384804 | 10150900300002 | Ladda upp en bild av detta fornminne |
| Tvååker 33:1              | Grav markerad av sten/block |              | Tvååker, Halland    |       | 57.046036, 12.387065 | 10150900330001 | Ladda upp en bild av detta fornminne |
| Tvååker 34:1              | Hällristning                |              | Tvååker, Halland    |       | 57.048942, 12.388153 | 10150900340001 | Ladda upp en bild av detta fornminne |
| Tvååker 36:1              | Stensättning                |              | Tvååker, Halland    |       | 57.048087, 12.417886 | 10150900360001 | Ladda upp en bild av detta fornminne |
| Tvååker 37:1              | Stensättning                |              | Tvååker, Halland    |       | 57.047667, 12.422220 | 10150900370001 | Ladda upp en bild av detta fornminne |
| Tvååker 38:1              | Stensättning                |              | Tvååker, Halland    |       | 57.048263, 12.425237 | 10150900380001 | Ladda upp en bild av detta fornminne |
| Tvååker 42:1              | Hög                         |              | Tvååker, Halland    |       | 57.047084, 12.416031 | 10150900420001 | Ladda upp en bild av detta fornminne |
| Tvååker 45:1              | Stensättning                |              | Tvååker, Halland    |       | 57.044203, 12.432147 | 10150900450001 | Ladda upp en bild av detta fornminne |
| Tvååker 56:1              | Stensättning                |              | Tvååker, Halland    |       | 57.000244, 12.365214 | 10150900560001 | Ladda upp en bild av detta fornminne |
| Tvååker 57:1              | Röse                        |              | Tvååker, Halland    |       | 56.997143, 12.368052 | 10150900570001 | Ladda upp en bild av detta fornminne |
| Tvååker 59:1              | Stensättning                |              | Tvååker, Halland    |       | 57.059229, 12.348215 | 10150900590001 | Ladda upp en bild av detta fornminne |
| Tvååker 59:2              | Stensättning                |              | Tvååker, Halland    |       | 57.059222, 12.347998 | 10150900590002 | Ladda upp en bild av detta fornminne |
| Tvååker 60:1              | Stensättning                |              | Tvååker, Halland    |       | 57.059507, 12.346999 | 10150900600001 | Ladda upp en bild av detta fornminne |
| Tvååker 60:2              | Stensättning                |              | Tvååker, Halland    |       | 57.059245, 12.346838 | 10150900600002 | Ladda upp en bild av detta fornminne |
| Tvååker 63:1              | Stensättning                |              | Tvååker, Halland    |       | 57.055583, 12.358162 | 10150900630001 | Ladda upp en bild av detta fornminne |
| Tvååker 70:1              | Stensättning                |              | Tvååker, Halland    |       | 57.052291, 12.377486 | 10150900700001 | Ladda upp en bild av detta fornminne |
| Tvååker 71:1              | Stensättning                |              | Tvååker, Halland    |       | 57.052117, 12.380257 | 10150900710001 | Ladda upp en bild av detta fornminne |
| Tvååker 78:1              | Hög                         |              | Tvååker, Halland    |       | 57.052374, 12.381493 | 10150900780001 | Ladda upp en bild av detta fornminne |
| Tvååker 156:1             | Röse                        |              | Tvååker, Halland    |       | 57.062782, 12.342307 | 10150901560001 | Ladda upp en bild av detta fornminne |
| Tvååker 156:2             | Stensättning                |              | Tvååker, Halland    |       | 57.062929, 12.342361 | 10150901560002 | Ladda upp en bild av detta fornminne |
| Tvååker 200               | Grav- och boplatsområde     |              | Tvååker, Halland    |       | 57.054198, 12.294900 | 12000000006580 | Ladda upp en bild av detta fornminne |
| Tvååker 201               | Grav- och boplatsområde     |              | Tvååker, Halland    |       | 57.054961, 12.299833 | 12000000006583 | Ladda upp en bild av detta fornminne |